# Blanche DuBois

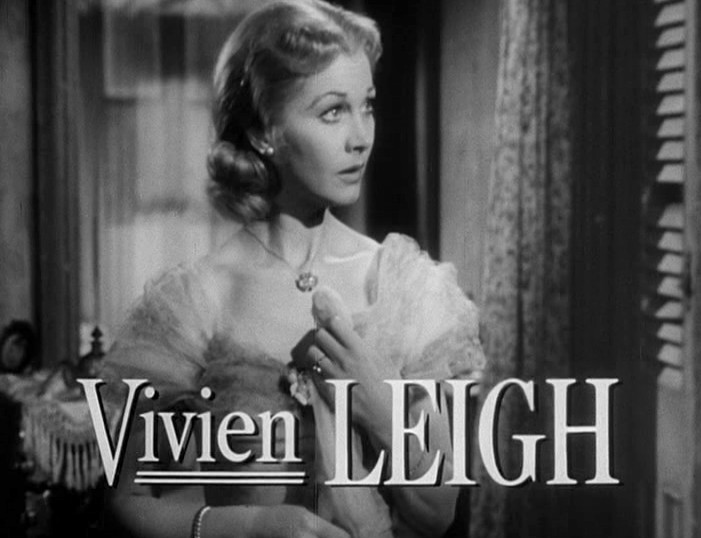
Vivien Leigh jako Blanche DuBois w kadrze z filmu Tramwaj zwany pożądaniem (1951)

Blanche DuBois (po mężu Grey) – postać fikcyjna występująca w dramacie Tramwaj zwany pożądaniem autorstwa Tennessee’ego Williamsa. Sztuka ta została w 1947 uhonorowana nagrodą Pulitzera.

## Zarys postaci
Blanche bez grosza przy duszy przyjeżdża do Nowego Orleanu, aby zatrzymać się u swojej siostry – Stelli oraz szwagra – Stanleya Kowalskiego. Była nauczycielka pochodząca z bogatej rodziny została bowiem po kilku pogrzebach członków rodziny, które zrujnowały cały spadek sióstr, wyeksmitowana z rodzinnego domu – Belle Reve. Okazuje się także, że lata wcześniej mąż Blanche, Allan Grey, popełnił samobójstwo po tym, jak żona przyłapała go na uprawianiu seksu z innym mężczyzną. Bohaterka, aby ukoić żal, zaangażowała się w kilka przelotnych romansów, przez które została wyrzucona z rodzinnego miasta Laurel w stanie Missisipi jako "kobieta lekkich obyczajów".
Pod maską społecznego snobizmu oraz seksualnej wstrzemięźliwości, Blanche to starzejąca się piękność z Południa żyjąca w nieustannej panice z powodu przemijania dawnej urody. Jest subtelna i ma wyszukane maniery, a jej szafa pełna krzykliwych, lecz tandetnych kreacji wieczorowych, co opisane jest w didaskaliach do sceny 10: „W miarę jak piła i pakowała, wpadła w nastrój radosnej histerii i wystroiła się w nieco wyplamioną i pogniecioną białą suknię balową i założyła parę srebrnych pantofli ze szkiełkami w obcasach” (tłum. Eugeniusz Cękalski).

## Rola w sztuce
Od samego początku Blanche jest zatrwożona nie tylko warunkami, w jakich mieszka jej siostra, ale także grubiaństwem szwagra. Bohaterka nazywa go małpą i drwi ze Stelli oraz jej małżeństwa z tak okrutnym i zezwierzęconym człowiekiem. Blanche nie powstrzymuje się przed kpiną ze Stanleya oraz z losu, jaki zgotował jej siostrze, a z którego sam mężczyzna jest dumny. Stanley czuje się osobiście urażony wyniosłym zachowaniem Blanche i jest przekonany, że roztrwoniła część majątku Belle Reve należącą do Stelli.
Blanche zaczyna spotykać się z kolegą Stanleya, Haroldem „Mitchem” Mitchelem, który różni się od Stanleya uprzejmością oraz dobrym wychowaniem, dlatego bohaterka widzi w nim szansę na szczęście. Ta nadzieja jednak ginie, kiedy Stanley dowiaduje się o przeszłości Blanche od podróżnego handlarza, który ją znał, po czym opowiada wszystko Mitchowi, który z kolei kończy związek. Blanche zaczyna dużo pić i ucieka do świata fantazji, tworząc wyobrażenie, w którym jej dawna miłość, milioner o imieniu Shep Huntleigh, zamierza ją niedługo zabrać ze sobą.
W nocy, kiedy Stella zaczyna rodzić, Stanley oraz Blanche zostają sami w mieszkaniu. Stanley, pijany i silny fizycznie, gwałci Blanche. To wydarzenie oraz fakt, że Stella nie wierzy siostrze, doprowadza bohaterkę na skraj załamania nerwowego. W ostatniej scenie Blanche zostaje przez życzliwego jej lekarza oraz naczelną pielęgniarkę wysłana do szpitala psychiatrycznego. Po krótkiej szarpaninie Blanche z uśmiechem przyznaje, że traci kontakt z rzeczywistością, zwracając się do lekarza najbardziej znanymi słowami z dramatu: „Nie wiem, kim pan jest – ale zawsze wierzyłam w uprzejmość nieznajomych” (tłum. Eugeniusz Cękalski).

## Wcielenia
W postać Blanche DuBois wcieliło się kilka aktorek zarówno teatralnych, jak i filmowych.
Jessica Tandy za rolę Blanche w oryginalnej produkcji broadwayowskiej otrzymała Nagrodę Tony. Uta Hagen przejęła rolę Blanche na czas trasy krajowej, wyreżyserowanej przez Harolda Clurmana.
Rolę Blanche odegrała również Vivien Leigh. Była to londyńska produkcja teatralna wyreżyserowana przez ówczesnego męża aktorki, Laurence Oliviera. Leigh powtórzyła swój występ w filmowej adaptacji dramatu z 1951 roku. Film został wyreżyserowany przez Elię Kazana, a Vivien Leigh otrzymała za tę rolę swojego drugiego już Oscara. Krytyczka filmowa, Pauline Kael, oceniła tę grę w taki sposób:

Występ Vivien Leigh należał do tych rzadkich wystąpień, które wzbudzają w widzu przerażenie i współczucie dla głównej bohaterki. Jako Blanche DuBois, Leigh wygląda i zachowuje się jak rozbita laleczka z saskiej porcelany. Nikt od czasu Lillian Gish.....nie nadał tej roli takiej jakości „beznadziei”,  kobiecej delikatności; to jest dokładnie to,czego szukał Szekspir tworząc postać Ofelii.

Blanche na scenie zagrały także: Ann-Margret, Arletty, Cate Blanchett, Claire Bloom, Faye Dunaway, Jessica Lange (postać została przez nią odtworzona w telewizyjnej adaptacji sztuki z 1995 roku) Marin Mazzie, Natasha Richardson, Laila Robins, Rosemary Harris, Rachel Weisz, Amanda Drew, Nicole Ari Parker, Glenn Close oraz Gillian Anderson.

## Etymologia
Bohaterka otrzymała swoje imię po Blanche Marvin – dawnej aktorce, przyjaciółce Williamsa.